# Boheems Paradijs
Het Boheems Paradijs (Tsjechisch: Český ráj - Duits: Böhmisch Paradies) is een middelgebergte in het noordoosten van de Tsjechische regio Bohemen.

## Beschrijving
Het gebergte beslaat een gebied wat ongeveer tussen de steden Mladá Boleslav, Jičín en Turnov ligt, direct ten zuiden van het Reuzengebergte. Sinds 1955 is het een beschermd natuurgebied onder de naam ChKO Český ráj. De hoogste berg is de Kozákov, in de buurt van Turnov, met een hoogte van 744 meter. Het Boheems Paradijs is vooral bekend van zijn zogenaamde rotsensteden van zandsteen.
Tot aan de negentiende eeuw werd het Boheems Paradijs Terra Felix genoemd, wat ‘het gelukkige land’ betekent.

## Bezienswaardigheden
De belangrijkste bezienswaardigheden in het Boheems Paradijs zijn de rotsensteden:
- Prachovské skály
- Suché skály
- Betlémské skály
- Kozákov
- Hrubéá skála
- Rotsen van Prachov
- Drábské světničky
- Drábovna, dal Měsiční údoli
- Kozlov, Chlum
- Hruboskalsko (Hruboskalské skalní mesto) bij Hrubá Skála[1]
- Klokočské skály
- Maloskalsko
- Věžický vijver, dalen Podtrosecká údolí
- Borecké skály
- Apolena (skalní město Apolena)
- rotsen bij Besedice
- dal Plakánek (údolí Plakánek)

Veel toeristen komen in het gebied voor het beklimmen van de rotsen. Veel kastelen in de regio zijn gebouwd bovenop zulke zandsteenformaties, waaronder:
- Kasteel Trosky
- Kasteel Kost

## Plaatsen
In het Boheems Paradijs zijn enkele gemeenten: Sobotka, Mladějov, Troskovice, Libošovice, Olešnice, Hrubá Skála, Karlovice, Kacanovy, Ktová, Vyskeř, Osek, Dobšín, Branžež en Kněžmost.